# Kraspen

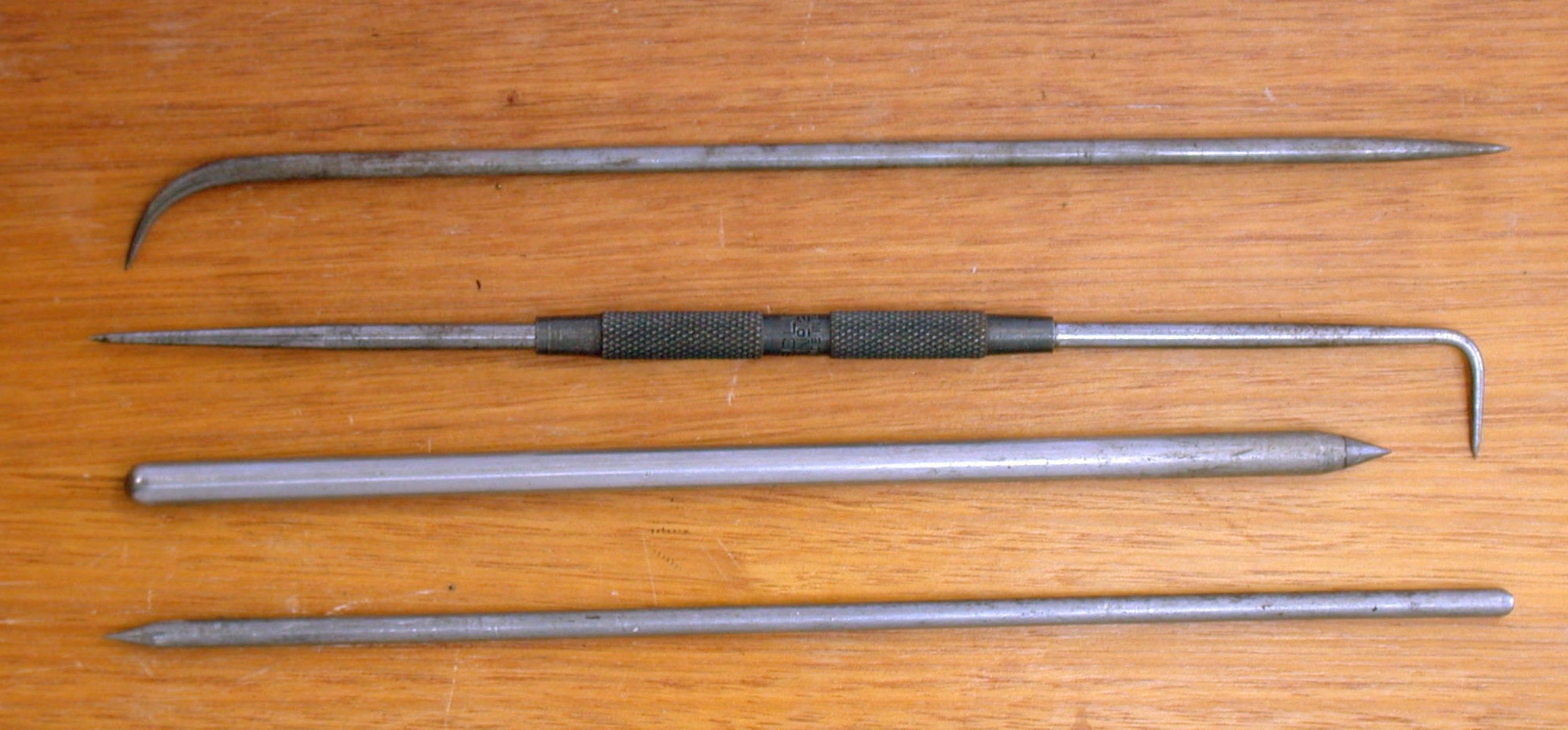
Enkele modellen van kraspennen

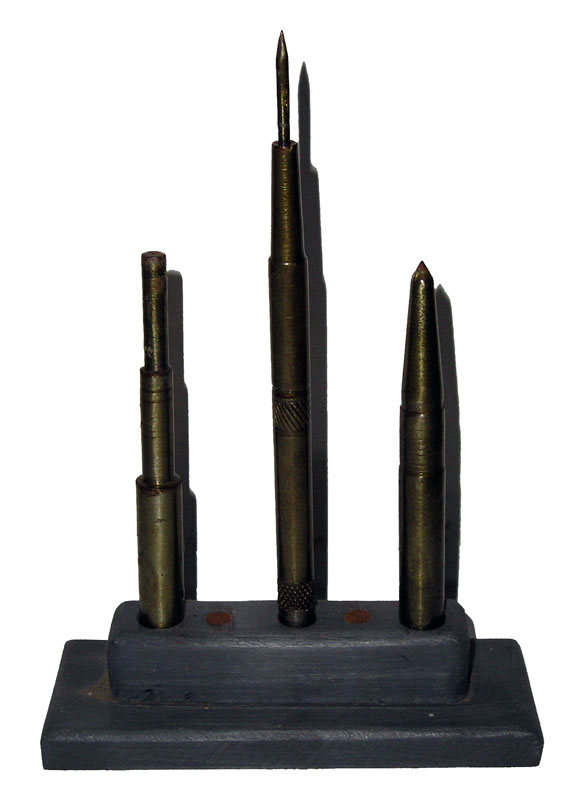
Set van doorslag - kraspen - centerpons

Een kraspen is een dunne stalen pen met een scherpe punt. De geharde of hardmetalen (Widia) punt is doorgaans geslepen onder een hoek van 30°. Een kraspen kan recht zijn of voorzien zijn van een gebogen punt. Ook zijn er kraspennen met verwisselbare krasstiften.
Men gebruikt een kraspen bij het aftekenen op metaal. Onder aftekenen verstaat men het aanbrengen van lijnen op werkstukken. Langs deze lijnen moeten bepaalde bewerkingen plaatsvinden, zodat het werkstuk de gewenste vormen en afmetingen krijgt. Deze lijnen worden met de kraspen in het materiaal gekrast. Ter verduidelijking van de lijnen wordt het werkstuk vaak eerst bestreken of bespoten met sneldrogende Markeervloeistof. Hierdoor kan men met een kleine kraskracht aftekenen, wat de nauwkeurigheid ten goede komt. Mogen er beslist geen sporen op het werkstuk achterblijven, dan gebruikt men dikwijls een messing kraspen. Een toepassing buiten de werkplaats is het beveiligen van spullen door deze met kraspen te markeren met naam of iets dergelijks.
Om zeer precies te kunnen aftekenen kan ook gebruikgemaakt worden van een krasblok die samen met het werkstuk op een vlakplaat wordt geplaatst. Een krasblok bestaat uit een verstelbare kraspen aan een zuil op een voet. Door verschuiving van het krasblok over de vlakplaat kan men op het werkstuk nauwkeurig horizontale lijnen aanbrengen. Dit kan gebeuren op elk verticaal werkstukvlak.